# Supercoupe du Paraguay de football
La Supercoupe du Paraguay de football ou Supercopa Paraguay a été créée en 2021.
La compétition se joue entre le vainqueur de la Copa Paraguay contre le champion du pays avec le score le plus élevé du tableau cumulé.

## Histoire
La première édition devait se dérouler en 2020, mais elle a été anullée à cause de la pandémie de Covid-19.
La première édition est remportée par le Club Olimpia.

## Palmarès
| Année | Vainqueur                   | Score                    | Finaliste          |
| ----- | --------------------------- | ------------------------ | ------------------ |
| 2021  | Club Olimpia (CP)           | 3-1                      | Cerro Porteño (CH) |
| 2022  | Club Sportivo Ameliano (CP) | 1-0                      | Club Olimpia (CH)  |
| 2023  | Club Libertad (CP, CH)      | Attribué automatiquement | -                  |
| 2024  | Club Libertad (CP)          | 2-1                      | Club Olimpia (CH)  |

- CH = champion de Primera Division
- CP = Vainqueur de la Copa Paraguay